# Баженово (станция)
Баже́ново — железнодорожная станция Свердловской железной дороги в одноимённом районе посёлка городского типа Белоярского Свердловской области. Находится на 1870 километре главного хода Транссиба между Екатеринбургом и Богдановичем.

## Пригородное сообщение
Останавливаются все пригородные электропоезда, следующие от Екатеринбурга-Пассажирского в направлении Богдановича. Далее часть из них следует до Каменска-Уральского, Ощепково (Пышмы) и Кунары (Сухого Лога).

### Ветка на Асбест
К западу от станции (в направлении на Екатеринбург) от Транссиба отходит ответвление в сторону города Асбеста. Ветка электрифицирована. Поезда при следовании от Екатеринбурга-Пассажирского на эту линию делают заезд на станцию Баженово, где они меняют направление движения; обратные поезда повторяют манёвр.
Изначально линия до Баженовского карьера по добыче асбеста, вокруг которого вырос город, была узкоколейной и открылась в 1927 году. На широкую колею она была перешита в 1933 году. Около станции Асбест к линии примыкает разветвлённая сеть ведомственной железной дороги ОАО «Ураласбест». Ранее после Асбеста ветка имела продолжение до посёлка городского типа Рефтинского, но в 1990-х — 2000-х годах полотно между ведомственной станцией Каменская и платформой Рефтинская было снято.
По состоянию на май 2014 года, в направлении Асбеста курсирует только одна пара электропоездов в день: утренняя Асбест — Баженово — Екатеринбург-Пассажирский и вечерняя Екатеринбург-Пассажирский — Баженово — Изумруд.

## Дальнее сообщение
| № поезда | Маршрут движения             | № поезда | Маршрут движения |
| -------- | ---------------------------- | -------- | ---------------- |
| 309      | Новый Уренгой — Екатеринбург | 310      | —                |